# Brochet (Manitoba)
Brochet je nezačleněná obec v severní Manitobě poblíž saskatchewanské hranice. Pro zdejší, většinově kríjské, obyvatelstvo neexistuje celoroční silniční spojení se světem.. „Zimní silnice“ je k dispozici jen pár měsíců do roka. Hlavním spojením obce se světem. Dostat se do Brochetu z Thompsonu vzduchem trvá asi hodinu a přibližně 4 až 6 hodin po „zimní silnici“ z Lynn Lake, v závislosti na momentálních podmínkách na silnici.
V severní Manitobě je kromě Brochetu několik dalších nezačleněných obcí. Jsou to Granville Lake a South Indian Lake. Také to je dalších několik indiánských rezervací a domorodých komunit. Jsou to: Barren Lands First Nation, Northlands First Nation, Sayisi Dene, Split Lake Cree, Fox Lake, Shamattawa a Mathias Colomb.
Podnebí Brochetu je extrémně různorodé. Nejteplejší teplotou vůbec kdy naměřenou bylo 33.5 °C 11. srpna 1991 a nejnižší bylo −51,7 °C 15. února 1966. [nedostupný zdroj]
[nedostupný zdroj]
| Růžice kompasu |                         | Lac Brochet |  | Růžice kompasu |
| Růžice kompasu | Sever                   |             |  | Růžice kompasu |
| Růžice kompasu | Brochet                 |             |  | Růžice kompasu |
| Růžice kompasu | Jih                     |             |  | Růžice kompasu |
| Růžice kompasu | Southend (Saskatchewan) | Lynn Lake   |  | Růžice kompasu |